# Dècada del 550
La dècada del 550 comprèn el període que va des de l'1 de gener del 550 fins al 31 de desembre del 559.

## Esdeveniments
- Introducció del budisme al Japó
- Expansió del regne de Núbia
- La Bretanya adquireix el seu nom pel predomini de bretons

## Personatges destacats
- Atanagild
- Pelagi I